# Вашингтон Стеканела Серкеира
Вашингтон Стеканела Серкеира (1. април 1975) бразилски је фудбалер.

## Каријера
Током каријере је играо за Атлетико Паранаинсе, Флуминенсе, Сао Пауло и многе друге клубове.

## Репрезентација
За репрезентацију Бразила дебитовао је 2001. године. За тај тим је одиграо 9 утакмица и постигао 2 гола.

## Статистика
| Бразил | Бразил  | Бразил |
| Година | Наступи | Голови |
| ------ | ------- | ------ |
| 2001.  | 6       | 1      |
| 2002.  | 3       | 1      |
| Укупно | 9       | 2      |